# Publicius Maternus
Publicius Maternus (sein Praenomen ist nicht bekannt) war ein im 3. Jahrhundert n. Chr. lebender Angehöriger des römischen Ritterstandes (Eques).
Durch eine Weihinschrift, die bei Old Kilpatrick gefunden wurde und die auf 208/211 datiert wird, ist belegt, dass Maternus Präfekt der Cohors I Baetasiorum civium Romanorum war, die in der Provinz Britannia stationiert war.